# Iraans voetbalelftal (mannen)
Het Iraans voetbalelftal is een team van voetballers dat Iran vertegenwoordigt bij internationale wedstrijden en competities, zoals de (kwalificatie)wedstrijden voor het Wereldkampioenschap voetbal en de strijd om de Asian Cup. Het land behoort in Azië tot een van de drie grootmachten, samen met Zuid-Korea en Japan.

## Geschiedenis

### 1941 - 1978 De Sjah-jaren, drie keer kampioen van Azië en eerste WK-deelname
In 1941 speelde Iran zijn eerste internationale wedstrijd. De tegenstander was Afghanistan en er werd met 0-0 gelijk gespeeld. Iran schreef zich voor de eerste keer in voor de Azië-Cup in 1960. In een toernooi in India presteerde Iran goed tegen de directe concurrent Israël (3-0 overwinning, 1-1 gelijkspel), maar door nederlagen tegen Pakistan en India kwam Iran één punt tekort om zich te plaatsen.  In 1968 organiseerde Iran het Aziatische toernooi. Na overwinningen op Hongkong, Taiwan en Birma had de ploeg genoeg aan een gelijkspel tegen Israël om Aziatisch Kampioen te worden. Door doelpunten van Homayoun Behzadi en Parviz Ghelichkhani won Iran met 2-1 en behaalde zijn eerste Aziatische titel.
Iran verdedigde zijn titel in 1972 in Thailand. Na een 3-0 overwinning op Irak boog het een 2-0 achterstand tegen het gastland in de laatste tien  minuten om naar een 2-3 overwinning. In de halve finale was de Khmer Republiek, het tegenwoordige Cambodja de tegenstander, een treffer van Parviz Ghelichkhani zorgde voor de overwinning. De finale tegen Zuid-Korea moest in de verlengingen beslist worden, Hossein Kalani zorgde voor de winnende treffer (2-1), waarna Iran zijn Aziatische titel prolongeerde.
Iran speelde zijn eerste een kwalificatiewedstrijd voor het wereldkampioenschap voetbal op 4 mei 1973. De wedstrijd werd gespeeld in Teheran tegen Noord-Korea en eindigde in 0–0. Iran zou bovenaan in de poule belandden met twee punten voorsprong op Syrië en daardoor de halve finale mogen spelen in AFC-OFC kwalificatie. Tegen Australië werd in Sydney echter met 0–3 verloren waardoor de thuiswinst van 2–0 niet voldoende was voor plaatsing voor de finale.
In 1976 organiseerde Iran opnieuw de Azië-Cup. Iran bevestigde zijn dominantie in het Aziatische voetbal door na overwinningen op Irak (2-0), Zuid-Jemen (8-0), China (2-0 na verlenging) en Koeweit (1-0) de derde opeenvolgende Aziatische titel op te eisen. Aanvoerder Ali Parvin scoorde het winnende doelpunt. In dezelfde periode plaatste Iran zich drie keer voor de Olympische Spelen, het meest succesvol was deelname in 1976 toen de kwartfinale werd gehaald. Een 2-1 nederlaag tegen de Sovjet-Unie betekende eervolle uitschakeling van de ploeg.
Kroon op een succesvolle periode moest deelname aan het WK in Argentinië worden. In een finale-poule haalde Iran dat doel door zes van de acht wedstrijden te winnen. Alleen de wedstrijden tegen Zuid-Korea leverde een gelijkspel op. Kwalificatie werd zeker gesteld na een 1-0 zege op Australië na een doelpunt van Ghafour Jahani. Iran leek kansloos op het WK in Argentinië, maar verraste met een 1-1 gelijkspel tegen Schotland waar Iraj Danaeifard de gelijkmaker scoorde. In de andere wedstrijden was Iran kansloos met een 3-0 nederlaag tegen Nederland en een 4-1 nederlaag tegen Peru. Opvallend was dat de helft van de acht tegendoelpunten ontstonden na strafschoppen. Na het WK brak in Iran een volksopstand uit, waarna de Sjah vluchtte naar Egypte. Geestelijk leider Ayatollah Khomeini keerde terug naar zijn land en stichtte een Islamitische staat.

### 1978 - 1998 Isolement en zege op de Verenigde Staten
Na de omwenteling verkeerde Iran in een politiek isolement. Het land richtte zich vooral tegen de Verenigde Staten, die jarenlang het regime van de Sjah steunde. Dieptepunt was een langdurende gijzeling van de Amerikaanse ambassade in Teheran. Het voetbalteam verdedigde wel zijn Aziatische titel in 1980. Tijdens dat toernooi begon Irak een invasie op Iran, het begin van de Irak-Iranoorlog. In de halve finale speelde Iran tegen gastland Koeweit, dat openlijk de kant van Irak koos en anti-Iraanse propaganda uitzond. Daarnaast verloor aanvalsleider Hassan Roshan zijn broer tijdens de eerste dagen van de oorlog. De ploeg raakte uit zijn doen en verloor met 2-1. De wedstrijd om de derde plaats werd met 3-0 gewonnen van Noord-Korea.
Door de oorlog raakte Iran nog verder geïsoleerd en deed niet mee aan de voorrondes van de WK's in 1982 en 1986. In 1984 deed Iran wel mee aan de Azië Cup, het land bleef ongeslagen, maar zowel de halve finale als de wedstrijd om de derde plaats werden na strafschoppen verloren tegen respectievelijk Saoedi-Arabië en Koeweit. In 1988 haalde Iran voor de zesde achtereenvolgende keer de halve finale van de Azië-Cup, door een 1-0 nederlaag op Saoedi-Arabië werd de finale niet gehaald. Na een doelpuntloos gelijkspel tegen China veroverde Iran de derde plaats na strafschoppen.
Na het einde van de oorlog met Irak en de dood van Ayatollah Kohomeini kwam Iran langzaam uit zijn isolement. Het schreef zich in voor kwalificatie-wedstrijden voor het WK van 1990, maar werd op doelsaldo uitgeschakeld door China. De resultaten bleven teleurstellen; op de Azië-Cup in 1992 overleefde Iran de groepsfase niet na een 1-0 nederlaag tegen Japan. In een finale-poule van zes landen voor kwalificatie voor het WK van 1994 eindigde Iran op de vijfde plaats waarbij vooral de nederlaag tegen Irak pijnlijk was zo vlak na de oorlog. Iran herstelde zich op de Azië-Cup van 1996, Zuid-Korea werd in de kwartfinale met 6-2 verslagen (vier treffers van Ali Daei). Ook in dit toernooi waren strafschoppen beslissend. In de halve finale werd van Saoedi-Arabië verloren en in de strijd om de derde plaats nam Iran de strafschoppen beter dan Koeweit.
Iran begon het kwalificatie-toernooi voor het WK van 1998 met een record-zege in WK-wedstrijden mte een 17-0 tegen de Maldiven. In deze wedstrijd scoorde Karim Bagheri een recordaantal van zeven doelpunten. In de finale-poule verspeelde Iran in de laatste wedstrijd directe plaatsing voor het WK door met 2-0 van Qatar te verliezen. Een Play-Off wedstrijd tegen Japan werd met 3-2 verloren. Het winnende doelpunt viel twee minuten voor het einde van de verlenging. Iran had nog één kans zich te plaatsen; in een Play-Off wedstrijd tegen Australië. Na een 1-1 gelijkspel in Teheran werd Iran overspeeld in Sydney en stond met 2-0 achter. Tussen de 75e en 79e minuut werd de wedstrijd op zijn kop gezet door doelpunten van Bagheri en Azizi en Iran was geplaatst voor het WK door meer uit gescoorde doelpunten. Op het WK in Frankrijk werd de ploeg in de eerste ronde uitgeschakeld door nederlagen tegen Joegoslavië (1-0) en Duitsland (2-0). De wedstrijd tegen de Verenigde Staten werd met spanning tegemoet gezien vanwege de gespannen politieke situatie tussen beide landen. De spelers gaven voor de wedstrijd het goede voorbeeld door elkaar bloemen te geven en samen op de foto te gaan. Iran won de wedstrijd met 2-1 en na afloop brak een volksfeest uit in Teheran.

### 1998 - heden Drie keer kwalificatie voor het WK
In 2000 haalde Iran de kwartfinale van de Azië Cup en stond een minuut voor tijd met 1-0 voor tegen Zuid-Korea. In de laatste minuut werd de gelijkmaker gescoord, waarna in de verlengingen de Koreanen de "golden goal" maakten. In de voorronde voor het WK van 2002 werd het eigen record omtrent recordoverwinningen aangescherpt: 19-0 tegen Guam. In de tweede ronde was opnieuw Saoedi-Arabië de voornaamste tegenstander, net als vier jaar geleden verspeelde Iran een voorsprong op de Saoedi's door opnieuw van een oliestaatje te verliezen, 3-1 tegen Bahrein. Nadat in de Play-Offs de Verenigde Arabische Emiraten waren bedwongen was uiteindelijk Ierland te sterk, 2-0 verlies in Dublin, 1-0 winst in Teheran.
Op de Azië Cup van 2004 was Zuid-Korea voor de derde achtereenvolgende keer de tegenstander in de kwartfinales. In een levendige wedstrijd scoorde Ali Karimi, bijgenaamd de Maradona van Azië twaalf minuten tijd zijn derde en het beslissende doelpunt: 4-3 voor Iran. De halve finale tegen het gastland China eindigde in een 1-1 gelijkspel, waarna China de strafschoppen beter benutte. Uiteindelijk behaalde Iran de bronzen medaille door met 4-2 van Bahrein te winnen.
In 2006 plaatste Iran zich vrij probleemloos voor zijn derde WK. In de eerste ronde werd een thuisnederlaag tegen Jordanië goed gemaakt met een zege in Amman en twee overwinningen op Qatar en in de tweede ronde ging alleen de laatste wedstrijd tegen Japan verloren. Het WK in Duitsland werd echter geen succes, de ploeg was kansloos tegen Mexico (3-1) en Portugal (2-0) en speelde gelijk tegen Angola. Na het WK stopte aanvoerder Ali Daei met zijn interlandcarrière, hij is Iraans recordinternational met 149 interlands en scoorde 109 doelpunten, een wereldrecord.
Daarna kwam een moeizame periode, op de Azië-Cup van 2007 werd "Team Melli" uitgeschakeld in de kwartfinales door na strafschoppen  van Zuid-Korea te verliezen. Ook in 2011 werd Iran in de kwartfinale uitgeschakeld door Zuid-Korea, 1-0 nederlaag na verlengingen. Living Legend Ali Daei werd benoemd tot de nieuwe bondscoach om zich te plaatsen voor het WK van 2010, maar na een thuisnederlaag tegen aartsvijand Saoedi-Arabië werd hij ontslagen. Na een gelijkspel tegen Zuid-Korea eindigde Iran op de vierde plaats, in acht wedstrijden werd slechts twee keer gewonnen en liefst vijf keer gelijk gespeeld en de achterstand op nummer Noord-Korea was slechts één punt. Tijdens die laatste wedstrijd droegen een aantal spelers polstbandjes uit sympathie voor de demonstraties na de omstreden presidentsverkiezingen. Deze Iraanse spelers werden nooit meer geselecteerd voor de nationale ploeg.
Iran streed met Zuid-Korea en Oezbekistan om twee tickets voor het WK van 2014. De start was niet best, in de eerste vijf wedstrijden waren er nederlagen tegen Libanon en thuis tegen Oezbekistan. Na overwinningen op Libanon (4-0) en Qatar (1-0) had Iran twee punten voorsprong op Oezbekistan voor de laatste speeldag, men moest bezoek op Zuid-Korea, dat één punt meer had. Iran won in Seoul met 0-1 door een doelpunt van de bij Sint-Truidense VV spelende Reza Ghoochannejhad en kwalificeerde zich. In acht wedstrijden werden evenveel doelpunten gescoord, maar ook maar twee doelpunten tegen. Op het WK in Brazilië bleef Iran na een 0-0 gelijkspel tegen Nigeria lang overeind tegen Argentinië en kreeg zelfs kansen om voor een stunt te zorgen. In blessure-tijd scoorde Lionel Messi het winnende doelpunt voor Argentinië en na een 3-1 nederlaag tegen Bosnië en Herzegovina was de ploeg uitgschakeld.
In de Azië Cup van 2015 werd Iran voor de derde achtereenvolgende keer in de kwartfinales uitgeschakeld, na een 1-1 stand tegen Irak werd er flink gescoord in de verlenging, in de laatste minuut scoorde Ghoochannejhad de gelijkmaker: 3-3. Er waren acht strafschoppen per ploeg nodig om de beslissing te forceren, uiteindelijk miste Armiri de beslissende strafschop. Kwalificatie voor het WK van 2018 was geen probleem, in de eerste ronde had Iran een ruime voorsprong op Oman en in de finaleronde plaatste Iran zich met nog twee ronden te spelen met een ruime voorsprong op Zuid-Korea en Oezbekistan. In acht wedstrijden scoorde Iran evenveel doelpunten, maar had tegen enkel tegendoelpunt geïncasseerd. Doelstellingen voor de ploeg zijn duidelijk: eindelijk plaatsing voor de tweede ronde op een WK en eindelijk weer succes op de Azië Cup.

## Deelname aan internationale toernooien

### Wereldkampioenschap
| Wereldkampioenschap voetbal overzicht | Wereldkampioenschap voetbal overzicht | Wereldkampioenschap voetbal overzicht | Wereldkampioenschap voetbal overzicht | Wereldkampioenschap voetbal overzicht | Wereldkampioenschap voetbal overzicht | Wereldkampioenschap voetbal overzicht | Wereldkampioenschap voetbal overzicht | Wereldkampioenschap voetbal overzicht | Wereldkampioenschap voetbal overzicht |
| Jaar                                  | Ronde                                 | Wed.                                  | W                                     | G                                     | V                                     | DV                                    | DT                                    | Kwal                                  |                                       |
| ------------------------------------- | ------------------------------------- | ------------------------------------- | ------------------------------------- | ------------------------------------- | ------------------------------------- | ------------------------------------- | ------------------------------------- | ------------------------------------- | ------------------------------------- |
| 1974                                  | Niet gekwalificeerd                   | Niet gekwalificeerd                   | Niet gekwalificeerd                   | Niet gekwalificeerd                   | Niet gekwalificeerd                   | Niet gekwalificeerd                   | Niet gekwalificeerd                   | Niet gekwalificeerd                   |                                       |
| 1978                                  | Groepsfase                            | 3                                     | 0                                     | 1                                     | 2                                     | 2                                     | 8                                     | (Kwal.)                               |                                       |
| 1982                                  | Teruggetrokken                        | Teruggetrokken                        | Teruggetrokken                        | Teruggetrokken                        | Teruggetrokken                        | Teruggetrokken                        | Teruggetrokken                        | Teruggetrokken                        |                                       |
| 1986                                  | Gediskwalificeerd                     | Gediskwalificeerd                     | Gediskwalificeerd                     | Gediskwalificeerd                     | Gediskwalificeerd                     | Gediskwalificeerd                     | Gediskwalificeerd                     | Gediskwalificeerd                     |                                       |
| 1990                                  | Niet gekwalificeerd                   | Niet gekwalificeerd                   | Niet gekwalificeerd                   | Niet gekwalificeerd                   | Niet gekwalificeerd                   | Niet gekwalificeerd                   | Niet gekwalificeerd                   | Niet gekwalificeerd                   |                                       |
| 1994                                  | Niet gekwalificeerd                   | Niet gekwalificeerd                   | Niet gekwalificeerd                   | Niet gekwalificeerd                   | Niet gekwalificeerd                   | Niet gekwalificeerd                   | Niet gekwalificeerd                   | Niet gekwalificeerd                   |                                       |
| 1998                                  | Groepsfase                            | 3                                     | 1                                     | 0                                     | 2                                     | 2                                     | 4                                     | (Kwal.)                               |                                       |
| 2002                                  | Niet gekwalificeerd                   | Niet gekwalificeerd                   | Niet gekwalificeerd                   | Niet gekwalificeerd                   | Niet gekwalificeerd                   | Niet gekwalificeerd                   | Niet gekwalificeerd                   | Niet gekwalificeerd                   |                                       |
| 2006                                  | Groepsfase                            | 3                                     | 0                                     | 1                                     | 2                                     | 2                                     | 6                                     | (Kwal.)                               |                                       |
| 2010                                  | Niet gekwalificeerd                   | Niet gekwalificeerd                   | Niet gekwalificeerd                   | Niet gekwalificeerd                   | Niet gekwalificeerd                   | Niet gekwalificeerd                   | Niet gekwalificeerd                   | Niet gekwalificeerd                   |                                       |
| 2014                                  | Groepsfase                            | 3                                     | 0                                     | 1                                     | 2                                     | 1                                     | 4                                     | (Kwal.)                               |                                       |
| 2018                                  | Groepsfase                            | 3                                     | 1                                     | 1                                     | 1                                     | 2                                     | 2                                     | (Kwal.)                               |                                       |
| 2022                                  | Groepsfase                            | 3                                     | 1                                     | 0                                     | 2                                     | 4                                     | 7                                     | (Kwal.)                               |                                       |
| 2026                                  | Kwalificatie nog niet begonnen        | Kwalificatie nog niet begonnen        | Kwalificatie nog niet begonnen        | Kwalificatie nog niet begonnen        | Kwalificatie nog niet begonnen        | Kwalificatie nog niet begonnen        | Kwalificatie nog niet begonnen        | Kwalificatie nog niet begonnen        |                                       |

### Aziatisch kampioenschap
| Aziatisch kampioenschap voetbal overzicht | Aziatisch kampioenschap voetbal overzicht | Aziatisch kampioenschap voetbal overzicht | Aziatisch kampioenschap voetbal overzicht | Aziatisch kampioenschap voetbal overzicht | Aziatisch kampioenschap voetbal overzicht | Aziatisch kampioenschap voetbal overzicht | Aziatisch kampioenschap voetbal overzicht | Aziatisch kampioenschap voetbal overzicht |
| Jaar                                      | Ronde                                     | Wed.                                      | W                                         | G                                         | V                                         | DV                                        | DT                                        | Kwal                                      |
| ----------------------------------------- | ----------------------------------------- | ----------------------------------------- | ----------------------------------------- | ----------------------------------------- | ----------------------------------------- | ----------------------------------------- | ----------------------------------------- | ----------------------------------------- |
| 1960                                      | Niet gekwalificeerd                       | Niet gekwalificeerd                       | Niet gekwalificeerd                       | Niet gekwalificeerd                       | Niet gekwalificeerd                       | Niet gekwalificeerd                       | Niet gekwalificeerd                       | Niet gekwalificeerd                       |
| 1964                                      | Teruggetrokken                            | Teruggetrokken                            | Teruggetrokken                            | Teruggetrokken                            | Teruggetrokken                            | Teruggetrokken                            | Teruggetrokken                            | Teruggetrokken                            |
| 1968                                      | Kampioen                                  | 4                                         | 4                                         | 0                                         | 0                                         | 11                                        | 2                                         |                                           |
| 1972                                      | Kampioen                                  | 5                                         | 5                                         | 0                                         | 0                                         | 12                                        | 4                                         |                                           |
| 1976                                      | Kampioen                                  | 4                                         | 4                                         | 0                                         | 0                                         | 13                                        | 0                                         |                                           |
| 1980                                      | Derde                                     | 6                                         | 3                                         | 2                                         | 1                                         | 16                                        | 6                                         |                                           |
| 1984                                      | Vierde                                    | 6                                         | 2                                         | 4                                         | 0                                         | 8                                         | 3                                         | (Kwal.)                                   |
| 1988                                      | Derde                                     | 6                                         | 2                                         | 2                                         | 2                                         | 3                                         | 4                                         | (Kwal.)                                   |
| 1992                                      | Groepsfase                                | 3                                         | 1                                         | 1                                         | 1                                         | 2                                         | 1                                         | (Kwal.)                                   |
| 1996                                      | Derde                                     | 6                                         | 3                                         | 2                                         | 1                                         | 14                                        | 6                                         | (Kwal.)                                   |
| 2000                                      | Kwartfinale                               | 4                                         | 2                                         | 1                                         | 1                                         | 7                                         | 3                                         | (Kwal.)                                   |
| 2004                                      | Derde                                     | 6                                         | 3                                         | 3                                         | 0                                         | 14                                        | 8                                         | (Kwal.)                                   |
| 2007                                      | Kwartfinale                               | 4                                         | 2                                         | 2                                         | 0                                         | 6                                         | 3                                         | (Kwal.)                                   |
| 2011                                      | Kwartfinale                               | 4                                         | 3                                         | 0                                         | 1                                         | 6                                         | 2                                         | (Kwal.)                                   |
| 2015                                      | Kwartfinale                               | 4                                         | 3                                         | 1                                         | 0                                         | 7                                         | 3                                         | (Kwal.)                                   |
| 2019                                      | Halve finale                              | 6                                         | 4                                         | 0                                         | 2                                         | 12                                        | 3                                         | (Kwal.)                                   |
| 2023                                      | Halve finale                              | 6                                         | 4                                         | 1                                         | 1                                         | 12                                        | 7                                         | (Kwal.)                                   |

### West-Aziatisch kampioenschap
| West-Aziatisch kampioenschap voetbal overzicht | West-Aziatisch kampioenschap voetbal overzicht | West-Aziatisch kampioenschap voetbal overzicht | West-Aziatisch kampioenschap voetbal overzicht | West-Aziatisch kampioenschap voetbal overzicht | West-Aziatisch kampioenschap voetbal overzicht | West-Aziatisch kampioenschap voetbal overzicht | West-Aziatisch kampioenschap voetbal overzicht | West-Aziatisch kampioenschap voetbal overzicht |
| Jaar                                           | Ronde                                          | Wed.                                           | W                                              | G                                              | V                                              | DV                                             | DT                                             |                                                |
| ---------------------------------------------- | ---------------------------------------------- | ---------------------------------------------- | ---------------------------------------------- | ---------------------------------------------- | ---------------------------------------------- | ---------------------------------------------- | ---------------------------------------------- | ---------------------------------------------- |
| 2000                                           | Kampioen                                       | 5                                              | 4                                              | 1                                              | 0                                              | 7                                              | 1                                              |                                                |
| 2002                                           | Derde                                          | 4                                              | 1                                              | 2                                              | 1                                              | 4                                              | 3                                              |                                                |
| 2004                                           | Kampioen                                       | 4                                              | 4                                              | 0                                              | 0                                              | 17                                             | 3                                              |                                                |
| 2007                                           | Kampioen                                       | 4                                              | 3                                              | 1                                              | 0                                              | 5                                              | 1                                              |                                                |
| 2008                                           | Kampioen                                       | 4                                              | 4                                              | 0                                              | 0                                              | 13                                             | 2                                              |                                                |
| 2010                                           | Tweede                                         | 4                                              | 2                                              | 1                                              | 1                                              | 8                                              | 5                                              |                                                |
| 2012                                           | Groepsfase                                     | 3                                              | 1                                              | 2                                              | 0                                              | 2                                              | 1                                              |                                                |
| 2014                                           | Geen deelname                                  | Geen deelname                                  | Geen deelname                                  | Geen deelname                                  | Geen deelname                                  | Geen deelname                                  | Geen deelname                                  |                                                |

### Centraal-Aziatisch kampioenschap
| Centraal-Aziatisch kampioenschap overzicht | Centraal-Aziatisch kampioenschap overzicht | Centraal-Aziatisch kampioenschap overzicht | Centraal-Aziatisch kampioenschap overzicht | Centraal-Aziatisch kampioenschap overzicht | Centraal-Aziatisch kampioenschap overzicht | Centraal-Aziatisch kampioenschap overzicht | Centraal-Aziatisch kampioenschap overzicht | Centraal-Aziatisch kampioenschap overzicht |
| Jaar                                       | Ronde                                      | Wed.                                       | W                                          | G                                          | V                                          | DV                                         | DT                                         |                                            |
| ------------------------------------------ | ------------------------------------------ | ------------------------------------------ | ------------------------------------------ | ------------------------------------------ | ------------------------------------------ | ------------------------------------------ | ------------------------------------------ | ------------------------------------------ |
| 2023                                       | Kampioen                                   | 3                                          | 3                                          | 0                                          | 0                                          | 12                                         | 2                                          |                                            |

## FIFA-wereldranglijst[7]
| 1993 | 1994 | 1995 | 1996 | 1997 | 1998 | 1999 | 2000 | 2001 | 2002 | 2003 | 2004 | 2005 | 2006 | 2007 | 2008 | 2009 | 2010 | 2011 | 2012 | 2013 | 2014 | 2015 | 2016 | 2017 | 2018 | 2022 |
| ---- | ---- | ---- | ---- | ---- | ---- | ---- | ---- | ---- | ---- | ---- | ---- | ---- | ---- | ---- | ---- | ---- | ---- | ---- | ---- | ---- | ---- | ---- | ---- | ---- | ---- | ---- |
| 59   | 75   | 108  | 83   | 46   | 27   | 49   | 37   | 29   | 33   | 28   | 20   | 19   | 38   | 41   | 43   | 64   | 66   | 45   | 59   | 33   | 51   | 45   | 29   | 32   | 29   | 20   |

## Huidige selectie
De volgende spelers werden opgenomen in de selectie voor het WK 2022.
Interlands en doelpunten bijgewerkt tot en met de wedstrijd tegen  Senegal op 28 september 2022.
| Nr.         | Naam                   | Wed. | Dlpnt. | Club             |
| ----------- | ---------------------- | ---- | ------ | ---------------- |
| Doel        |                        |      |        |                  |
|             | Alireza Beiranvand     | 51   | 0      | Persepolis       |
|             | Amir Abedzadeh         | 11   | 0      | Ponferradina     |
|             | Hossein Hosseini       | 5    | 0      | Esteghlal        |
|             | Payam Niazmand         | 1    | 0      | Sepahan          |
| Verdediging |                        |      |        |                  |
|             | Ehsan Hajsafi          | 121  | 7      | AEK Athene       |
|             | Milad Mohammadi        | 45   | 1      | AEK Athene       |
|             | Morteza Pouraliganji   | 45   | 3      | Persepolis       |
|             | Ramin Rezaeian         | 45   | 2      | Sepahan          |
|             | Hossein Kanaanizadegan | 34   | 2      | Al-Ahli          |
|             | Shojae Khalilzahdeh    | 24   | 1      | Al-Ahli          |
|             | Sadegh Moharrami       | 21   | 0      | Dinamo Zagreb    |
|             | Rouzbeh Cheshmi        | 18   | 1      | Esteghlal        |
|             | Majid Hosseini         | 18   | 0      | Kayserispor      |
|             | Abolfazl Jalali        | 2    | 0      | Esteghlal        |
| Middenveld  |                        |      |        |                  |
|             | Vahid Amiri            | 67   | 2      | Persepolis       |
|             | Alireza Jahanbakhsh    | 64   | 13     | Feyenoord        |
|             | Saeid Ezatolahi        | 47   | 1      | Vejle            |
|             | Mehdi Torabi           | 35   | 6      | Persepolis       |
|             | Saman Ghoddos          | 33   | 2      | Brentford        |
|             | Ali Gholizadeh         | 26   | 6      | Charleroi        |
|             | Ahmad Nourllahi        | 26   | 3      | Shabab Al-Ahli   |
|             | Ali Karimi             | 13   | 0      | Kayserispor      |
| Aanval      |                        |      |        |                  |
|             | Karim Ansarifard       | 94   | 29     | Omonia Nicosia   |
|             | Sardar Azmoun          | 65   | 41     | Bayer Leverkusen |
|             | Mehdi Taremi           | 60   | 28     | FC Porto         |

## Bekende (oud-)spelers
FFIRI · 
A-internationals · 
Selecties · Bondscoaches · 
Statistieken · 
Iraans vrouwenelftal · 
Iran U21 · 
Iran U20 · 
Iran U19 · 
Iran U18 · 
Iran U17
1940 – 1969 · 
1970 – 1979 · 
1980 – 1989 · 
1990 – 1999 · 
2000 – 2009 · 
2010 – 2019 ·
2020 − 2029
Asian Cup 1960 · 
Asian Cup 1968 · 
Asian Cup 1972 · 
Asian Cup 1976 · 
Asian Cup 1980 · 
Asian Cup 1984 · 
Asian Cup 1988 · 
Asian Cup 1992 · 
Asian Cup 1996 · 
Asian Cup 2000 · 
Asian Cup 2004 · 
Asian Cup 2007 · 
Asian Cup 2011
WK 1978 · 
WK 1998 · 
WK 2006 · 
WK 2014 · 
WK 2018
OS 1964 · 
OS 1972 · 
OS 1976
1941 · 
1942–1946 · 
1947 · 
1948 · 
1949 · 
1950 · 
1951 · 
1952 · 
1953–1957 · 
1958 · 
1959 · 
1960–1961 · 
1962 · 
1963 · 
1964 · 
1965 · 
1966 · 
1967 · 
1968 · 
1969 · 
1970 · 
1971 · 
1972 · 
1973 · 
1974 · 
1975 · 
1976 · 
1977 · 
1978 · 
1979 · 
1980 · 
1981 · 
1982 · 
1983 · 
1984 · 
1985 · 
1986 · 
1987 · 
1988 · 
1989 · 
1990 · 
1991 · 
1992 · 
1993 · 
1994 · 
1995 · 
1996 · 
1997 · 
1998 · 
1999 · 
2000 · 
2001 · 
2002 · 
2003 · 
2004 · 
2005 · 
2006 · 
2007 · 
2008 · 
2009 · 
2010 · 
2011 · 
2012 ·
2013 ·
2014 ·
2015 ·
2016 ·
2017 ·
2018 ·
2019 ·
2020 ·
2021 ·
2022 ·
2023 ·
2024
Afghanistan ·
Albanië ·
Algerije ·
Angola ·
Argentinië ·
Armenië ·
Australië ·
Azerbeidzjan ·
Bahrein ·
Bangladesh ·
Bolivia ·
Bosnië en Herzegovina ·
Botswana ·
Brazilië ·
Bulgarije ·
Burkina Faso ·
Cambodja ·
Canada ·
Chili ·
China ·
Costa Rica ·
Cyprus ·
Denemarken ·
Duitsland ·
Ecuador ·
Egypte ·
Engeland ·
Filipijnen ·
Frankrijk ·
Georgië ·
Ghana ·
Guam ·
Guatemala ·
Guinee ·
Hongarije ·
Hongkong ·
Ierland ·
IJsland ·
India ·
Indonesië ·
Irak ·
Israël ·
Jamaica ·
Japan ·
Jemen ·
Joegoslavië ·
Jordanië ·
Kameroen ·
Kazachstan ·
Kenia ·
Kirgizië ·
Koeweit ·
Kroatië ·
Laos ·
Libanon ·
Libië ·
Litouwen ·
Madagaskar ·
Malediven ·
Maleisië ·
Mali ·
Marokko ·
Mexico ·
Montenegro ·
Mozambique ·
Myanmar ·
Nederland ·
Nepal ·
Nicaragua ·
Nieuw-Zeeland ·
Nigeria ·
Noord-Korea ·
Noord-Macedonië ·
Oeganda ·
Oekraïne ·
Oezbekistan ·
Oman ·
Oostenrijk ·
Pakistan ·
Palestina ·
Panama ·
Papoea-Nieuw-Guinea ·
Paraguay ·
Peru ·
Polen ·
Portugal ·
Qatar ·
Roemenië ·
Rusland ·
Saoedi-Arabië ·
Schotland ·
Senegal ·
Sierra Leone ·
Singapore ·
Slowakije ·
Sovjet-Unie ·
Spanje ·
Sri Lanka ·
Syrië ·
Tadzjikistan ·
Taiwan ·
Thailand ·
Togo ·
Trinidad en Tobago ·
Tsjecho-Slowakije ·
Tunesië ·
Turkije ·
Turkmenistan ·
Uruguay ·
Venezuela ·
Verenigde Arabische Emiraten ·
Verenigde Staten ·
Vietnam ·
Wales ·
Wit-Rusland ·
Zambia ·
Zuid-Jemen ·
Zuid-Korea ·
Zweden
Angola (2006) ·
Argentinië (2014) ·
Bosnië en Herzegovina (2014) ·
Marokko (2018) ·
Mexico (2006) ·
Nigeria (2014) ·
Portugal (2006) ·
Portugal (2018) ·
Spanje (2018)